# 呂好問
呂 好問（りょ こうもん、治平元年（1064年）- 紹興元年（1131年））は、北宋末期から南宋初期の官人。字は舜徒。呂希哲の子。呂本中の父。呂祖謙・呂祖倹の曾祖父にあたる。

## 経歴
父の恩蔭によって入官したが、祖父の呂公著以来の旧法党であったため、その盛衰とともに浮き沈みした。
欽宗の時代に御史中丞から吏部侍郎に進む。靖康の変の時、金軍に連行されるのを免れて張邦昌の楚に仕えたが、張邦昌に対して趙構（後の南宋高宗）に帝位を返上するように勧めた。その功績によって高宗の即位後に尚書右丞（副宰相格）に進み、東莱郡侯に封じられた。
後に靖康の変当時の行動を李綱に糾弾されて失脚し、紹興元年（1131年）に失意のうちに68歳で没した。